# خوسيه ألبرتو كاسترو
خوسيه ألبرتو كاسترو (بالإسبانية: José Alberto Castro)‏ هو منتج تلفزيوني مكسيكي، ولد في 31 مايو 1963 في مدينة مكسيكو في المكسيك.

## وصلات خارجية
- خوسيه ألبرتو كاسترو على موقع IMDb (الإنجليزية)
- خوسيه ألبرتو كاسترو على موقع ألو سيني (الفرنسية)
- خوسيه ألبرتو كاسترو على موقع أول موفي (الإنجليزية)
- خوسيه ألبرتو كاسترو على موقع قاعدة بيانات الفيلم (الإنجليزية)
- خوسيه ألبرتو كاسترو على موقع كينوبويسك (الروسية)